# Bruno Latour
Bruno Latour [latuʁ], francoski psiholog, antropolog in sociolog. * 22. junija 1947, Beaune, Francija, † 9. oktober 2022, Pariz.
Njegove študije so bile nekoč povezane s socialno-konstrukcionističnimi pristopi k filozofiji znanosti, a se je kasneje od njih oddaljil. Znan je bil predvsem po tem, da ni podpiral delitve na subjektivno in objektivno, spodbujal pa je tudi ponovni razvoj dela v praksi. »Njegova prva temeljna knjiga Laboratorijsko življenje iz leta 1979 je nekakšna etnografija znanstvenega dela«(Kaluža, 2022, Delo), je zapisal Jernej Kaluža, poznavalec Latourjeve misli in pisec spremne besede k slovenskemu prevodu Latourjeve knjige z naslovom Nikoli nismo bili moderni. Zaradi takšnega pristopa je Latour postal ena ključnih figur v razpravah o postmodernosti, relativizmu in statusu resnice, ki so se odvijale zlasti v zadnjem desetletju 20. stoletja in prvem desetletju 21. stoletja. Latour se je ves čas otepal interpretacij, ki so ga obravnavale kot zagovornika relativizma. »To, da lahko delamo etnografijo znanosti, nikakor ne pomeni, da je znanost na isti epistemološki ravni kot religija, Latour nikakor ni bil zagovornik anarhije v epistemološkem smislu,« trdi Kaluža. Poleg Michela Callona, Madeleine Akrich in Johna Lawa je Latour eden od glavnih razvijalcev teorije avtorske mreže (ANT). Gre za teoretični in metodološki pristop k družbeni teoriji, kjer v družbenem in naravnem svetu vse obstaja v nenehno spreminjajočih se mrežah odnosov. Predpostavlja, da nič ne obstaja zunaj teh odnosov. Teorija se je hitro razširila izven Latourjevega področja študij znanosti in tehnologije, ter razjezila mnoge praktične znanstvenike, ki se jim je zanikanje obstoja objektivnih resnic in zatrjevanje, da je znanost taka kot družbeni proces, zdelo nesmiselno. Kljub temu pa so njegovo teorijo številni družboslovci pozdravili, saj so jo dojemali kot svež in inovativen pristop k študiju znanosti.

## Biografija
Rojen leta 1947 v družino vinogradnika, je bil najprej izobražen za filozofa in šele pozneje za antropologa. Latour je začel študirati filozofijo in teologijo, vendar so se njegovi interesi razširili na antropologijo ter filozofijo znanosti in tehnologije, medtem ko je bil v zgodnjih sedemdesetih letih dvajsetega stoletja nameščen v Slonokoščeni obali zaradi služenja vojaškega roka. Leta 1975 je doktoriral iz filozofske teologije na Univerzi v Toursu.
Bruno Latour velja za enega najvplivnejših mislecev svojega časa, znan pa je po svojem inovativnem delu pri preučevanju znanosti in tehnologije v družbi. Od leta 1982 do 2006 je bil profesor v Centru za sociologijo inovacij na Nacionalni šoli za rudarstvo v Parizu, od 2006 pa do 2017 na Pariški šoli za mednarodne zadeve, kjer je bil od 2007 do 2013 podpredsednik za raziskave. Več let je predaval tudi na Londonski šoli za ekonomske in politične vede.
Po terenskih študijah v Afriki in Kaliforniji se je specializiral za analizo znanstvenikov in inženirjev pri delu. Poleg dela na področju filozofije, zgodovine, sociologije in antropologije znanosti je sodeloval pri številnih študijah znanstvene politike in menedžmenta raziskav.
Potem ko je kuriral veliko mednarodno razstavo v Karlsruheju, onkraj slikovnih vojn v znanosti, veri in umetnosti, je pripravil še eno, pri obeh je sodeloval s Petrom Weiblom.
Medtem, ko je delal v Pariški šoli za mednarodne zadeve, je ustanovil Interdisciplinarni raziskovalni laboratorij, da bi izkoristil priložnost, ki jo družbeni teoriji ponuja širjenje digitalnih metod, skupaj z Valrie Pihetom pa je ustvaril nov eksperimentalni program v umetnosti in politiki. Po dodelitvi štipendije ERC (The Employee Retention Credit) za raziskovanje načinov obstoja je bil od leta 2011 do 2014 vključen v projekte AIME, ki še vedno potekajo.
Leta 2013 je za svoje vplivne etnografske in teoretične študije znanosti in tehnologije v družbi prejel Holbergovo mednarodno spominsko nagrado, ki se podeljuje za izjemne dosežke na področju umetnosti, humanistike, družboslovja, prava in teologije in je najbližji ekvivalent Nobelove nagrade za humanistiko in družboslovje. Komisija za nagrado je izjavila, da se je Bruno Latour lotil ambiciozne analize in reinterpretacije modernosti ter izzval temeljne koncepte, kot je razlikovanje med modernim in predmodernim, naravo in družbo, človeškim in nečloveškim.
Leta 2022 je umrl zaradi raka trebušne slinavke pri starosti 75 let.

## Pomembna dela
V svojih zapisih je Latour znanstveno skupnost pogosto primerjal z bojnim poljem: nove teorije, dejstva, tehnike in tehnologije so bile uspešne, ko so zbrale dovolj uporabnikov in podpornikov, da so premagali vse alternative in se tako zaščitile pred prihodnjimi izzivi. Z zmago v tem boju za prevlado so se uresničila znanstvena dejstva; Latour je vprašanja o univerzalni veljavnosti znanstvenih dejstev zavrnil zato, ker nanje ni mogoče odgovoriti in so posledično nepomembna za njegovo delo. To vztrajanje pri razumevanju znanstvenih dejstev kot povsem družbenih konstrukcij je Latourja včasih vodilo do zaključkov, ki so zunaj skupnosti družbenih teoretikov veljali za absurdne. Latour je na primer leta 1998 zanikal odkritje, da je Ramzes II umrl zaradi tuberkuloze, ter ga označil kot anahronizem. Trdil je, da so bakterijo tuberkuloze odkrili šele leta 1882 in da ni mogoče trditi, da je obstajala tudi pred tem.
Med Latourjeva glavna dela sodijo: La Vie de laboratoire: la Production des faits scientifiques (Laboratorijsko življenje: družbena konstrukcija znanstvenih dejstev), ki jo je napisal s sociologom Stevenom Woolgarjem. Bila je rezultat več kot enoletnega opazovanja molekularnih biologov na inštitutu Salk za biološke znanosti v La Jolli v Kaliforniji. Znanstvenega raziskovanja nista opisala kot racionalen in pretežno asocialni proces, pri katerem se odkrivajo splošno veljavne resnice o naravnem svetu, pač pa sta ga predstavila kot umeten proizvod večinoma tekmovalnih družbenih, političnih in ekonomskih interakcij. To zgodnje delo je trdilo, da naivni opisi znanstvenih metod, v katerih se teorije ovržejo ali potrdijo glede na rezultat enega samega poskusa, niso skladni z dejansko laboratorijsko prakso.
V naslednjem pomembnem delu z naslovom The Pasteurization of France (Pasterizacija Francije), v obliki politične biografije pregleduje življenje in kariero enega najslavnejših francoskih znanstvenikov Louisa Pasteurja in njegovo odkritje mikrobov. Latour poudarja družbene vplive v času Pasteurjeve kariere, ter neenakomernost sprejetja njegovih teorij.
V delu Aramis ou l'Amour des techniques (Aramis ali ljubezen tehnologije) se osredotoča na neuspel poskus izgradnje avtomatiziranega osebnega hitrega tranzitnega sistema v Parizu, ki naj bi združeval prilagodljivost avtomobila z učinkovitostjo podzemne železnice. Predlagani sistem je imel po meri izdelane motorje, senzorje, krmilnike, digitalno elektroniko, programsko opremo in veliko inštalacijo v južnem Parizu, vendar je leta 1987 projekt propadel. Latour trdi, da tehnologija ni uspela zato, ker je akterji niso uspeli prilagoditi spreminjajočim se družbenim razmeram.

### Prevedena dela
V slovenščino je prevedena njegova odmevna zbirka esejev Nous n'avons jamais été modernes: Essai d'anthropologie symétrique (Nikoli nismo bili moderni), v kateri Latour obravnava delitev našega sveta na področji narave in kulture, ki je bila nekajkrat predmet zlasti antropoloških raziskav. Latour, ki izvor obeh polov t. i. modernosti pripiše Thomasu Hobbesu in Robertu Boylu, poudarja, da ob podrobnejšem pregledu ugotovimo, da delitev vednosti na znanost o stvareh in znanost o ljudeh ter človeških aktivnostih nikoli ni izvedena brez preostanka, kar pomeni, da se naravoslovje nikoli ni znebilo humanistike, prav kakor znanost o človeku nikoli ni docela iznašla predmeta, ki bi bil izključno njen. Prav vsak predmet vednosti je nekakšen hibrid obeh svetov, kar pa je teza, ki ima presenetljive posledice za dandanes zelo aktualno debato o usodi realizma, socialnega konstruktivizma in postmodernizma, ki so zaznamovali konec dvajsetega stoletja.
Leta 2011 smo dobili tudi prevod knjige L’espoir de Pandore. Pour une version réaliste de l’activité scientifique (Pandorino upanje), v kateri Latour pred bralcem razgrinja argumente in ideje, ki so privedli do verjetja v resničnost, neodvisno od človeške interakcije. V odgovorih sega daleč v zgodovino, k Platonovim dilemam o resnici in pravici, ter nazadnje pokaže na pravo tveganje v vojnah znanosti: negotovo pokoritev navadnega mnoštva pred vojskujočimi se silami branilcev dokončne Resnice. Pričujoča zbirka ključnih Latourovih tekstov preverja razmerja med človekom, naravo in artefakti ter kaže, kako se dogodki materialnega sveta pretvarjajo v enote znanstvenega znanja.
V slovenščini pa je izšla tudi knjiga z naslovom Prizemljitev: politična usmeritev za Novi podnebni režim, v kateri se Latour zavzema za reorientacijo naših bistvenih opredelitev v politiki. Trdi, da če hočemo civilizirano preživeti, se moramo nehati opredeljevati kot privrženci globalizacije na eni strani in branilci svojega koščka zemlje na drugi. 